# Пищикевич, Борис Тарасович
Бори́с Тара́сович Пищике́вич (24 июля 1899 — 15 января 1974) — советский военнослужащий, участник Великой Отечественной войны. Герой Советского Союза (30 октября 1943 года).

## Биография
Пищикевич Б. Т., белорус по национальности, родился в деревне Сосновка в бедной крестьянской семье. В Советской Армии служил в 1920—1922 годах и вновь с 1941 года, приняв участие в Гражданской войне и освобождении Западной Белоруссии в 1939 году. Кроме начальной школы, окончил в 1932 году Московскую высшую школу профдвижения (работал там же преподавателем и главой факультета), курсы политработников при Военно-политической академии (1941 год).
Участвовал в Великой Отечественной войне с июня 1941 года. Майор Пищикевич был агитатором политотдела 69-й стрелковой дивизии (65-я армия, Центральный фронт), когда на рассвете 15 октября 1943 года вместе с десантом 120-го стрелкового полка участвовал в переправе на правый берег Днепра в районе посёлка Радуль и дальнейших боях за плацдарм, в том числе отражая контратаки врага, заменив со временем раненого командира десанта. В целом была захвачена береговая полоса шириной 800 метров и отбито 5 контратак. 30 октября 1943 года Пищикевичу Б. Т. было присвоено звание Героя Советского Союза. В дальнейшем принимал участие в освобождении Белоруссии и военных действиях на территории Германии, также отличился при форсировании Днепра в Лоевском районе Гомельской области.
В 1946 году Пищикевич, уже в звании подполковника, ушёл в запас, после чего жил и работал в Москве. Жил по адресу: Новопесчаная улица, 7. До 1957 года находился на профсоюзной работе. Умер 15 января 1974 года. Похоронен на Ваганьковском кладбище (54 уч.).

## Память
Именем Пищикевича Б. Т. была названа школа на родине.

## Награды
- Герой Советского Союза (30.10.1943)
- Орден Ленина (30.10.1943)
- Орден Отечественной войны 1-й (16.09.1944) и 2-й (15.03.1945) степеней
- Орден Красной Звезды (09.10.1943)
- Орден «Знак Почёта»
- Медаль «За боевые заслуги» (30.03.1943)
- Медаль «За трудовое отличие» (28.10.1967)
- другие медали

## Комментарии
1. ↑  Иногда как место рождения указывают Краснодар. См.: Герои Советского Союза / Пред. ред коллегии И. Н. Шкадов. — М.: Воениздат, 1988. — Т. 2. Любов — Яршук. — С. 275. — 863 с.